# Xã Emma, Quận Harvey, Kansas
Xã Emma (tiếng Anh: Emma Township) là một xã thuộc quận Harvey, tiểu bang Kansas, Hoa Kỳ. Năm 2010, dân số của xã này là 4.267 người.